# Двірник

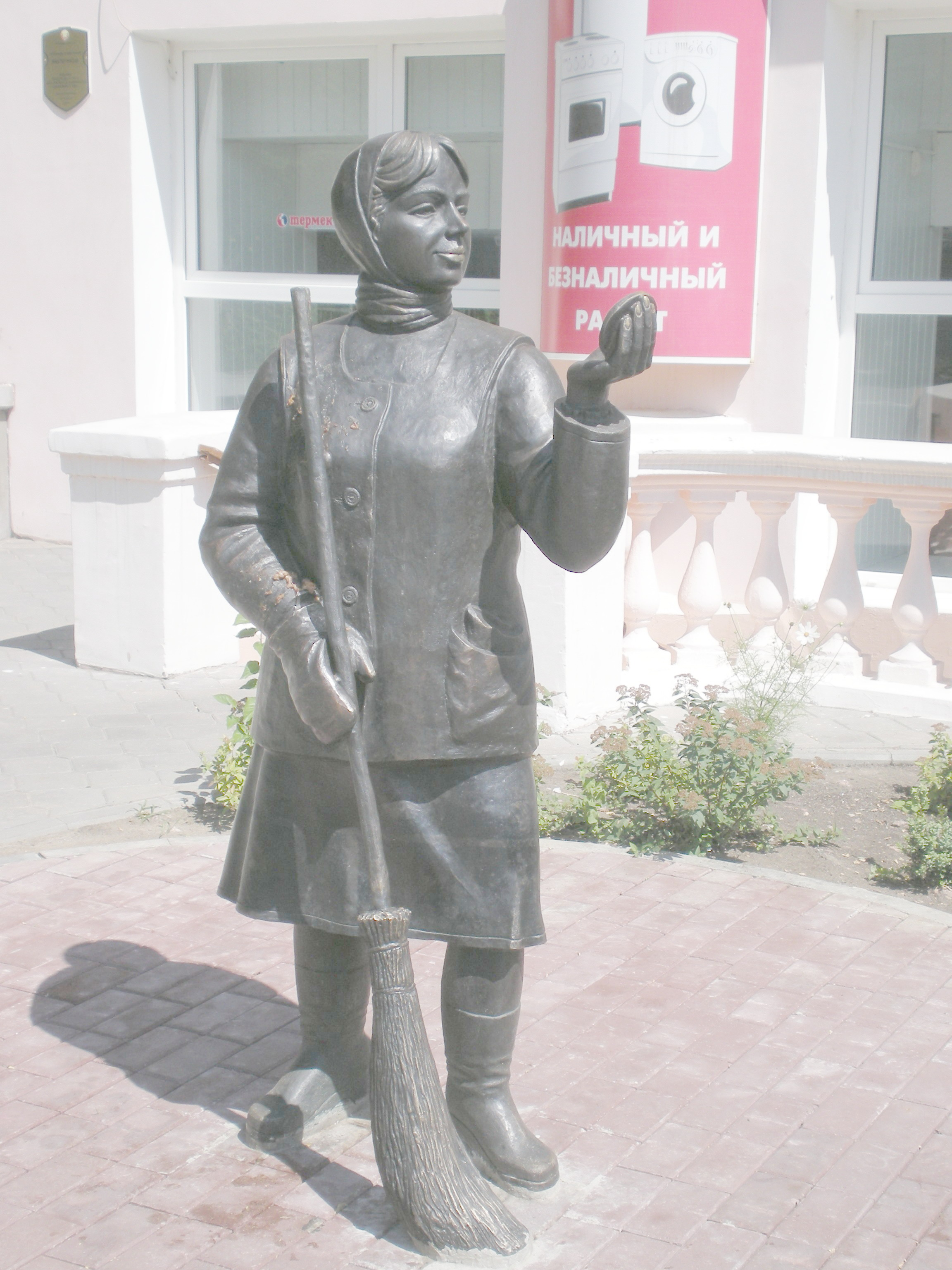
Пам'ятник двірнику в Гомелі

Двірни́к — професія, пов'язана з підтриманням чистоти і порядку у дворі будинку і на вулиці. У минулому — працівник, до обов'язків якого входили обслуговування і охорона багатоквартирного житлового будинку. Двірник або іншими словами прибиральник — необхідна і незамінна професія у справі підтримання чистоти в населених пунктах.

## Обов'язки двірників та організація їх праці
До обов'язків двірників у літній час входить прибирання території від сміття, в тому числі господарських майданчиків в місцях встановлення контейнерів для збору побутових відходів, видалення забруднення з тротуарів і проїжджої частини, поливання тротуарів, зелених насаджень, клумб і газонів; у зимовий час очищення від снігу і намерзлого льоду зовнішніх майданчиків біля вхідних дверей під'їздів будинків, прибирання від снігу, а у випадку ожеледі і слизькості оброблення посипковими матеріалами тротуарів, пішохідних доріжок, дворової території, згрібання і відкидання снігу з проїжджої частини міжбудинкових проїздів, очищення від снігу і льоду пожежних колодязів та звільнення підходу до них.
Для двірників затверджують норми обслуговування. Наприклад, у теплу пору року за двірниками закріплюється територія площею від 3000 до 5000 м² в залежності від характеру покриття території та наявності на ній газонів та зелених насаджень, на який він повинен щодня наводити порядок.

## Як працювали двірники Києва трьох сторіч
У 19 сторіччі двірники Києва заробляли по 15 карбованців на місяць. Два рази на рік — на Різдво та у Великдень — вони обходили квартири будинків та отримували грошові вітання від мешканців. Підзаробляли двірники і влітку, коли допомагали мешканцям квартир виносити та пакувати речі для переїзду на дачі.
Домовласник того часу не міг просто винайняти якусь людину двірником. Спочатку претендент мав пройти співбесіду в поліційній дільниці і встати на облік. Жити мав у тому ж будинку, де служив, водночас отримував і необхідний для роботи інструмент. Приміщення двірника знаходилося на першому поверсі будинку або навіть у напівпідвалі, зазвичай це були тісні, темні кімнатки, які власник не міг здавати, щоб отримувати з них дохід.
Майже весь час двірник мав знаходитись у своєму дворі, працювати зранку до пізньої ночі. Зазвичай київські двірники замикали хвіртки у дворах опівночі. А на головних вулицях міста — Хрещатику, Миколаївській, Прорізній, Володимирській, Великій Підвальній, Фундуклеївській, Великій Васильківській та Великій Житомирській — тримали відкритими до години ночі. Але і після того двірник не міг спокійно виспатися, бо мав прислухатися, чи не дзвонитиме якийсь запізнілий мешканець. І хоча ніякої офіційної такси за таку послугу не було, кожен киянин знав, що має віддячити двірника, який впустив його додому. В основному давали по 10-20 копійок. Але хто хотів пошикувати, давав і цілий карбованець.

## Форми організації праці
Залежно від місцевих умов застосовуються такі форми організації праці двірників:
- індивідуальна, коли за кожним двірником закріплюється територія (об'єкти прибирання)
- бригадна, коли за бригадою закріплюється певна територія домоволодінь з розбивкою на дільниці та закріпленням їх за кожним працівником

## Професійнийінструментдвірника
У роботі двірника використовуються різні інструменти і пристосування, зокрема:
- Мітла: Підмітання дрібного сміття (пил, листя, недопалки тощо)
- Лопата: Використовуються штикові і совкові лопати (копання, розчищення, перенесення), взимку використовується снігоприбиральна лопата (шкребок)
- Відро: Вологе прибирання приміщень, ручна переноска твердих і рідких відходів та сміття
- Граблі: Прибирання (осіннє) вулиць та прилеглих територій від листя та гілок дерев
- Сокира: Допоміжні функції (колка льоду, рубка опалих гілок тощо)
- Пилка: Допоміжні функції (відпилювання гілок дерев, розпилювання великого деревного сміття)
- Секатор: обрізання пагонів і нетовстих гілок на чагарниках і деревах
- Лом: колка льоду, прибирання каменів і важкого сміття
- Кувалда: Допоміжні функції (при розколюванні і подрібненні сміття)
- Коса: зрізання трави
- Вила: Допоміжні функції (прибирання скошеної трави)
- Ганчірка: «Вологе» прибирання різних приміщень

### Допоміжні засоби
- Візки: перевезення інструменту і великої кількості сміття
- Тачки: перевезення малогабаритного сміття
- Вантажні машини: перевезення великогабаритного сміття

### Спецодяг
- Робочі рукавиці
- Халат
- Фартух